# Apil-Sin

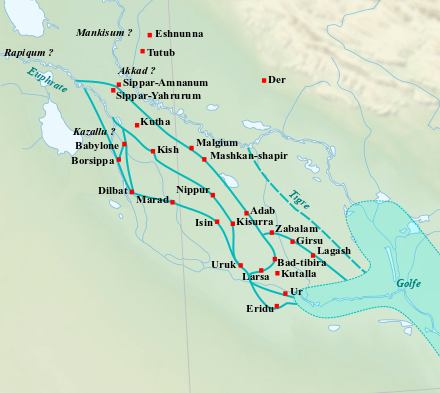
Mapa ważniejszych miast południowej Mezopotamii w 1. połowie II tys. p.n.e.

Apil-Sin (Apil-Sîn) – czwarty król z I dynastii z Babilonu, syn i następca Sabiuma, panował przez 18 lat (1830-1813 p.n.e. - chronologia średnia). Władca ten poświęcił się rozbudowie systemu obronnego państwa - wznoszeniu nowych fortyfikacji i twierdz.